# Langelinie

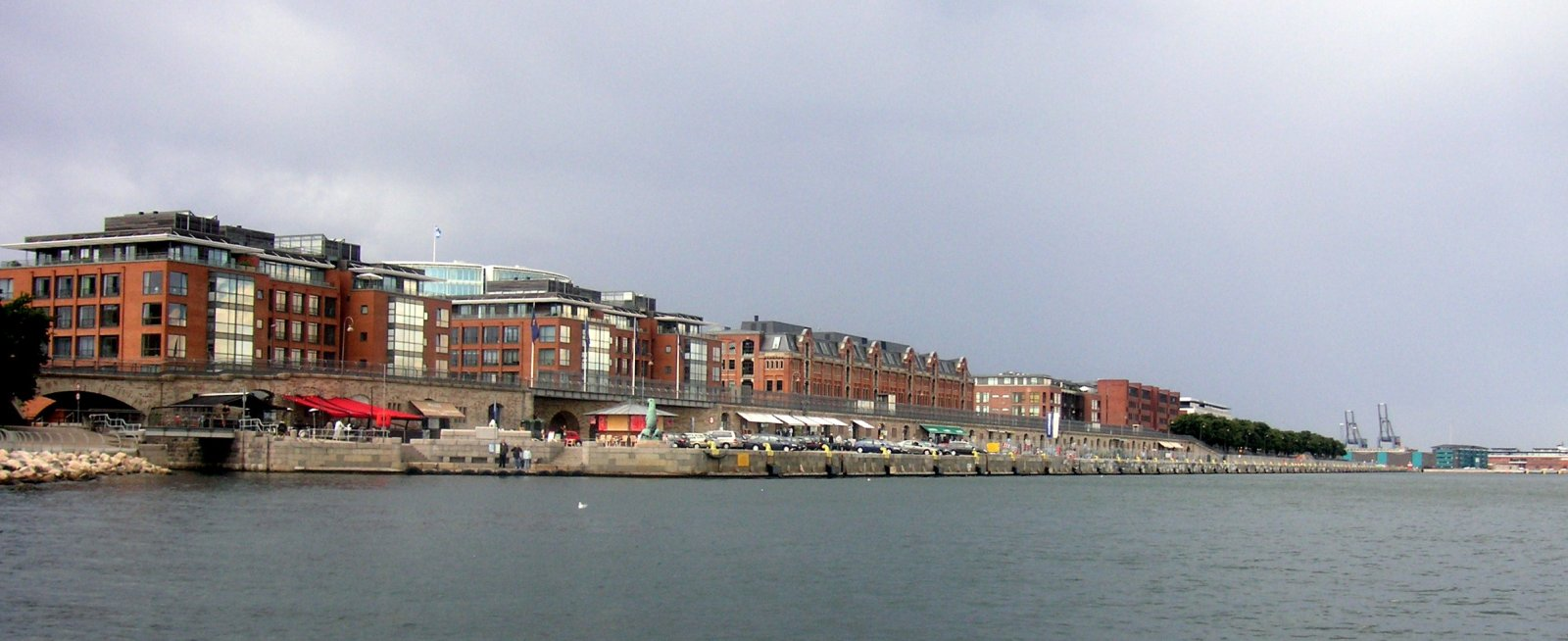
Langelinie gezien vanaf de haven.

De Langelinie (letterlijk lange linie) is een havenpier en promenade in de wijk Østerbro in Kopenhagen met een lengte van circa 1,8 km. Het is ook de aanlegplaats van veel cruiseschepen die Kopenhagen aandoen.
Tot de bezienswaardigheden op en rondom de pier behoren onder meer de Sint-Albanuskerk en verschillende monumenten en beelden zoals de Gefionfontein, een monument voor omgekomen Deense zeelieden en als meest bekende, Den Lille Havfrue (De kleine zeemeermin).
De pier werd gebouwd in 1894 als uitbreiding voor de haven van Kopenhagen. De bassins zijn diep genoeg om grote schepen te laten aanmeren. De voormalige pakhuizen op de kade zijn omgebouwd tot winkels, appartementen en kantoren.